# Нагатинская волость
Нагатинская волость (Нагатино-Люблинская волость) — волость 5-го стана Московского уезда Московской губернии Российской империи, существовавшая в 1861—1918 годах. На северо-востоке граничила с Выхинской волостью, на юге — с Царицынской волостью, на западе — с Зюзинской волостью, на севере — с Москвой.
Нагатинская волость была образована в 1861 году в ходе крестьянской реформы. Административным центром волости стала деревня Нагатино, там располагалось волостное правление.
В справочной книжке 1890 года отмечалось:
Нагатинская волость, по занятиям своим, может считаться волостью, населённою садоводами и огородниками. Все её жители составляют сплошное крестьянское сословие; близость к Москве служит им возможностью пользоваться из столицы даровым, а в некоторых случаях, хотя и покупным, но за весьма дешёвую плату, навозом в изобилии; при наличности указанного условия их сады, в которых преимущественно развито ягодное хозяйство: клубника, малина, крыжовник — процветают; процветают и огороды, в которых взращиваются свекла, морковь, репа, земляная груша, помдамуры; разводится капуста, сеются огурцы и картофель; посевами же зернового хлеба они очень мало занимаются, как равно и сенокосными статьями. — Волость эта пользуется общим достатком.
В 1917 году в результате расширения Москвы в состав города вошла часть Нагатинской волости. Постановлением Московского уездного совета от 18 июня 1918 года Нагатинская волость была включена в состав Ленинской волости.
В настоящее время территория Нагатинской волости находится в составе Южного и Юго-Восточного округов Москвы.

## Населённые пункты
По состоянию на начало XX века, в состав Нагатинской волости входили следующие населённые пункты:
| Вид     | Наименование            | Население | Население | Население | Население | Расстояние до Москвы (вёрст) | Расстояние до волостного центра (вёрст) |
| Вид     | Наименование            | 1852      | 1859      | 1890      | 1899      | Расстояние до Москвы (вёрст) | Расстояние до волостного центра (вёрст) |
| ------- | ----------------------- | --------- | --------- | --------- | --------- | ---------------------------- | --------------------------------------- |
| деревня | Батюнино                | 212       | 262       | 302       | 411       | 11                           | 4                                       |
| деревня | Граворново              | 201       |           | 313       | 529       | 6                            | 7                                       |
|         | Даниловская слобода     |           | 3127      |           | 1215      | 1                            | 4                                       |
| село    | Дьяковское              | 462       | 498       | 604       | 638       | 13                           | 3                                       |
| деревня | Дубровка                |           | 607       | 315       |           | 0,25                         | 4                                       |
| деревня | Кожухово                |           |           | 824       | 1375      | 2                            | 2                                       |
| село    | Коломенское             | 696       | 1049      | 1352      | 1473      | 8                            | 2                                       |
| деревня | Курьяново               | 229       |           | 252       | 354       | 12                           | 3                                       |
| сельцо  | Люблино                 | 23        |           |           | 55        | 10                           | 5                                       |
| деревня | Нагатино                | 390       | 673       | 727       | 818       | 5                            | 0                                       |
| деревня | Нижние Котлы            | 191       | 262       | 277       | 404       | 3                            | 3                                       |
| деревня | Новинка (Новинки)       | 137       | 742       | 820       | 979       | 6                            | 0,5                                     |
|         | Перервинская слобода    | 593       |           | 871       | 1141      | 10                           | 5                                       |
| деревня | Печатниково (Печатники) | 406       | 413       | 615       | 820       | 9                            | 6                                       |
|         | Садовая слобода         | 514       | 793       | 970       | 1120      | 10                           | 3                                       |
| сельцо  | Садки-Чесменка          |           |           |           | 251       | 7                            | 6                                       |